# Echte motten
De echte motten (Tineidae) zijn een familie van vlinders uit de superfamilie Tineoidea. De familie telt wereldwijd bijna 2400 soorten, verdeeld over ruim driehonderd geslachten. Het typegeslacht van de familie is Tinea.

## Kenmerken
De meeste soorten zijn klein tot middelgroot. Ze zijn eenkleurig bruin of beige, soms met fraaie goudglans. Ze hebben haarvormige schubben op de kop en een kleine roltong (of zelfs geen). Ze hebben smalle vleugels, die in rust schuin boven het achterlijf worden gehouden. De vleugelspanwijdte varieert van 0,2 tot 2 cm.

## Leefwijze
Veel soorten worden als schadelijk gezien. Het voedsel van de rupsen bestaat overwegend uit dood organisch materiaal. De volwassen dieren eten en vliegen meestal niet, maar gebruiken liever hun lange poten, zelfs als ze bedreigd worden.

## Voortplanting
De 30 tot 80 eieren worden afgezet over een tijdsbestek van 3 weken.

## Verspreiding en leefgebied
De soorten zijn inheems in Europa en onbedoeld door de mens over de hele wereld verspreid. Ze leven in rottend hout, zwammen, droog organisch materiaal, wol, textiel en gedroogd voedsel.

## Enkele soorten
- Euplocamus anthracinalis - Sterrenhemelmot
- Monopis imella - Egaal kijkgaatje
- Monopis monachella - Zustermot
- Monopis obviella - Geel kijkgaatje
- Morophaga choragella - Elfenbankjesmot
- Nemapogon granella - Gespikkeld kroeskopje
- Niditinea fuscella - Bruingevlekte klerenmot
- Tinea pellionella - Gewone pelsmot
- Tinea semifulvella - Auroramot
- Tineola biselliella - Klerenmot
- Triaxomera parasitella - Zwammenmot
- Trichophaga tapetzella - Roomtipje

## Onderfamilies en geslachten
- Acrolophinae Busck, 1912
  - Acrolophus Poey, 1832
  - Amydria Clemens, 1859
  - Drastea Walsingham, 1914
  - Exoncotis Meyrick, 1919
  - Ptilopsaltis Meyrick, 1935

- Erechthiinae Meyrick, 1880[1]

| - Anastathma Meyrick, 1886 - Callicerastis Meyrick, 1916 - Comodica Meyrick, 1880 - Erechthias Meyrick, 1880 - Petula Clarke, 1971 | - Phthinocola Meyrick, 1886 - Pisistrata Meyrick, 1924 - Pontodryas Meyrick, 1920 - Thuriostoma Meyrick, 1934 |
- Euplocaminae
  - Euplocamus Latreille, 1809

- Hapsiferinae Gozmány, 1968[2]

| - Agorarcha Meyrick, 1935 - Ancystrocheira Gozmány, 1969 - Briaraula Meyrick, 1922 - Callocosmeta Gozmany, 1969 - Chrysocrata Gozmany, 1969 - Cimitra Walker, 1864 | - Colobocrossa Meyrick, 1924 - Cubitofusa Gozmany & Vari, 1973 - Cynomastix Meyrick, 1930 - Dasyses Durrant, 1903 - Hapsifera Zeller, 1847 - Hapsiferona Gozmany, 1967 | - Paraptica Meyrick, 1917 - Parochmastis Meyrick, 1917 - Phyciodyta Meyrick, 1918 - Pitharcha Meyrick, 1908 - Rhinophyllis Meyrick, 1936 - Rooiklipia Mey & Léger, 2021 | - Tiquadra Walker, 1863 - Trachycentra Meyrick, 1886 - Zygosignata Gozmany & Vari, 1973 |
- Harmacloninae[3]
  - Harmaclona Busck, 1914

- Hieroxestinae Meyrick, 1893[4]

| - Amphixystis Meyrick, 1901 - Archemitra Meyrick, 1920 - Asymplecta Meyrick, 1921 - Crobylophanes Meyrick, 1938 - Kermania Amsel, 1964 - Mitrogona Meyrick, 1920 | - Oinophila Stephens, 1848 - Opogona Zeller, 1853 - Phaeoses Forbes, 1922 - Phruriastis Meyrick, 1923 - Tineomigma Gozmány, 2004 - Wegneria Diakonoff, 1951 |
- Myrmecozelinae Căpuşe, 1968[5]

| - Acanthocheira Gozmany, 1968 - Analytarcha Meyrick, 1921 - Ateliotum Zeller, 1839 - Cephimallota Bruand, 1851 - Cephitinea Zagulajev, 1964 - Ceratuncus G. Petersen, 1957 - Criticonoma Meyrick, 1910 - Dicanica Meyrick, 1913 - Drosica Walker, 1863 - Ectropoceros Diakonoff, 1955 | - Ellochotis Meyrick, 1920 - Endromarmata Gozmány & Vári, 1973 - Exoplisis Gozmány, 1976 - Gerontha Walker, 1864 - Haplotinea Diakonoff & Hinton, 1956 - Heterostasis Gozmány, 1965 - Hilaroptera Gozmány, 1969 - Histiovalva Gozmány, 1965 - Homalopsycha Meyrick, 1920 - Hoplocentra Gozmány, 1968 - Janseana Gozmány & Vári, 1973 | - Machaeropteris Walsingham, 1887 - Mesopherna Meyrick, 1893 - Metapherna Robinson & Nielsen, 1993 - Mimoscopa Meyrick, 1893 - Moerarchis Durrant, 1914 - Myrmecozela Zeller, 1852 - Ochetoxena Meyrick, 1920 - Pachyarthra Amsel, 1940 - Pararhodobates G. Petersen, 1958 - Phthoropoea Walsingham, 1896 - Probatostola Meyrick, 1926 | - Propachyarthra Gozmány & Vári, 1973 - Protaphreutis Meyrick, 1922 - Reisserita Agenjo, 1952 - Rhodobates Ragonot, 1895 - Sarocrania Turner, 1923 - Scalmatica Meyrick, 1911 - Syncalipsis Gozmány, 1965 - Syngeneta Gozmány, 1967 - Timaea Walker, 1863 - Tineovertex Moriuti, 1982 - Tracheloteina Gozmány, 1967 |
- Nemapogoninae Hinton, 1955[6]

| - Archinemapogon Zagulajev, 1962 - Dinica Gozmány, 1965 - Gaedikeia Sutter, 1998 - Hyladaula Meyrick, 1920 - Nemapogon Schrank, 1802 - Nemaxera Zagulajev, 1964 | - Neurothaumasia Le Marchand, 1934 - Peritrana Meyrick, 1907 - Triaxomasia Zagulajev, 1964 - Triaxomera Zagulajev, 1959 - Vanna Robinson & Nielsen, 1993 |
- Perissomasticinae Gozmány, 1965[7]

| - Cylicobathra Meyrick, 1920 - Ectabola Gozmany, 1966 - Edosa Walker, 1866 - Hyperbola Gozmány, 1965 - Neoepiscardia Petersen & Gaedike, 1982 | - Perissomastix Warren & Rothschild, 1905 - Phalloscardia Gozmany, 1966 - Praelongicera Amsel, 1956 - Theatrochora Meyrick, 1921 |
- Scardiinae Eyer, 1924[8]

| - Afrocelestis Gozmány, 1965 - Afroscardia Robinson, 1986 - Amorophaga Zagulajev, 1966 - Archyala Meyrick, 1889 - Bythocrates Meyrick, 1919 - Cnismorectis Meyrick, 1936 - Coniastis Meyrick, 1916 - Cranaodes Meyrick, 1919 | - Daviscardia Robinson, 1986 - Diataga Walsingham, 1914 - Dorata Busck, 1904 - Euagophleps Viette, 1952 - Leptozancla Meyrick, 1920 - Montescardia Amsel, 1951 - Morophaga Herrich-Schäffer, 1853 - Morophagoides Petersen, 1957 | - Pelecystola Meyrick, 1920 - Ranohira Viette, 1952 - Scardia Treitschke, 1830 - Scardiella Robinson, 1986 - Semeoloncha Gozmány, 1968 - Tinissa Walker, 1864 |
- Setomorphinae Walsingham, 1891[9]
  - Lindera Blanchard, 1852
  - Prosetomorpha Davis, 1996
  - Setomorpha Zeller, 1852

- Siloscinae Gozmány, 1968[10]
  - Autochthonus Walsingham, 1891
  - Organodesma Gozmány, 1965
  - Silosca Gozmány, 1965
  - Tetanostola Meyrick, 1931

- Stathmopolitinae
  - Stathmopolitis Walsingham, 1908

- Teichobiinae Heinemann, 1850
  - Dinochora Meyrick, 1924
  - Ectropoceros Diakonoff, 1955
  - Psychoides Bruand, 1853

- Tineinae Latreille, 1810[11]

| - Acridotarsa Meyrick, 1893 - Anomalotinea Spuler, 1910 - Asymphyla Gozmany & Vari, 1973 - Ceratobia Zagulajev, 1974 - Ceratophaga Petersen, 1957 - Ceratuncus Petersen, 1957 - Clepticodes Meyrick, 1927 - Crypsithyris Meyrick, 1907 - Crypsithyrodes Zimmerman, 1978 - Eccritothrix Bradley & Hinton, 1956 - Elatobia Herrich-Schäffer, 1853 | - Enargocrasis Gozmany & Vari, 1973 - Eriozancla Gozmány & Vári, 1973 - Fermocelina Hartig, 1950 - Graphicoptila Meyrick, 1931 - Hippiochaetes Meyrick, 1880 - Kangerosithyris Skalski, 1992 - Lipomerinx Walsingham, 1914 - Metatinea Petersen & Gaedike, 1979 - Miramonopis Gozmany, 1966 - Monopis Hübner, 1825 - Nearolyma Gozmany & Vari, 1973 | - Niditinea Petersen, 1957 - Ocnophilella Fletcher, 1940 - Phereoeca Hinton & Bradley, 1956 - Praeacedes Amsel, 1954 - Pringleophaga Enderlein, 1905 - Proterodesma Meyrick, 1909 - Proterospastis Meyrick, 1937 - Prothinodes Meyrick, 1914 - Reisserita Agenjo, 1952 - Stemagoris Meyrick, 1911 - Tetrapalpus Davis, 1972 | - Thomintarra Robinson & Nielsen, 1993 - Tinea Linnaeus, 1758 - Tinemelitta Gozmany & Vari, 1973 - Tineola Herrich-Schäffer, 1853 - Trichophaga Ragonot, 1894 - Transmixta Gozmány & Vári, 1973 - Tryptodema Dietz, 1905 - Wyoma Clarke, 1986 - Xerantica Meyrick, 1930 |
- incertae sedis

| - Acritotilpha Zerny, 1935 - Afghanotinea Gozmany, 1959 - Amathyntis Meyrick, 1907 - Antigambra Meyrick, 1927 - Antipolistes Forbes, 1933 - Antitinea Amsel, 1955 - Apreta Dietz, 1905 - Argyrocorys Meyrick, 1938 - Astrogenes Meyrick, 1921 - Barymochtha Meyrick, 1922 - Basanasca Meyrick, 1922 - Bascantis Meyrick, 1914 - Brithyceros Meyrick, 1932 - Catalectis Meyrick, 1920 - Catapsilothrix Rebel, 1909 - Catazetema Gozmany, 1976 - Cervaria Walker, 1866 - Chionoreas Meyrick, 1926 - Chrysocrata Gozmány, 1969 - Clepticodes Meyrick, 1927 - Colpocrita Meyrick, 1930 - Compsocrita Meyrick, 1922 - Cosmeombra Gozmany & Vari, 1973 - Cryphiotechna Meyrick, 1932 - Crypsitricha Meyrick, 1915 - Cubotinea Căpuşe & Georgesco, 1977 - Cycloponympha Meyrick, 1913 - Dasmomorpha Meyrick, 1919 | - Dolerothera Meyrick, 1918 - Dyotopasta Busck, 1907 - Endeixis Gozmany, 1976 - Endophthora Meyrick, 1888 - Ephedroxena Meyrick, 1919 - Episyrta Meyrick, 1929 - Eremicola Amsel, 1935 - Eretmobela Turner, 1918 - Eriozancla Gozmany & Vari, 1973 - Erysimaga Meyrick, 1938 - Eschatotypa Meyrick, 1880 - Eucrotala Meyrick, 1917 - Eugennaea Meyrick, 1915 - Euprora Busck, 1906 - Glaucostolella Fletcher T. B., 1940 - Gourbia Chrétien, 1900 - Habrophila Meyrick, 1889 - Hapalothyma Meyrick, 1919 - Harmotona Meyrick, 1919 - Hecatompeda Meyrick, 1929 - Homodoxus Walsingham, 1914 - Hyalaula Diakonoff, 1955 - Hypoplesia Busck, 1906 - Kariosa Mey, 2011 - Leptonoma Meyrick, 1916 - Lepyrotica Meyrick, 1921 - Leucophasma Walsingham, 1897 - Liopycnas Meyrick, 1937 | - Lithopsaestis Meyrick, 1932 - Lysiphragma Meyrick, 1888 - Marmaroxena Meyrick, 1927 - Melodryas Meyrick, 1910 - Monachoptilas Meyrick, 1934 - Mythoplastis Meyrick, 1919 - Nesophylacella Fletcher, 1940 - Nonischnoscia Zagulajev, 1979 - Nothogenes Meyrick, 1932 - Ogmocoma Meyrick, 1924 - Orocrypsona Gozmány, 2004 - Otochares Meyrick, 1919 - Pachydyta Meyrick, 1922 - Panthytarcha Meyrick, 1922 - Pedaliotis Meyrick, 1930 - Peristactis Meyrick, 1916 - Pezetaera Meyrick, 1924 - Philagraulella Fletcher, 1940 - Phryganeopsis Walsingham, 1881 - Plaesiostola Meyrick, 1926 - Plemyristis Meyrick, 1915 - Polypsecta Meyrick, 1930 - Proboloptila Meyrick, 1921 - Protagophleps Viette, 1954 - Psecadioides Butler, 1881 - Pyloetis Meyrick, 1907 - Randominta Gozmany, 1976 - Rungsiodes Amsel, 1953 | - Sagephora Meyrick, 1888 - Sciomystis Meyrick, 1919 - Setiarcha Meyrick, 1932 - Stryphnodes Meyrick, 1919 - Syncraternis Meyrick, 1922 - Syrmologa Meyrick, 1919 - Taeniodictys Forbes, 1933 - Tephrosara Meyrick, 1915 - Thallostoma Meyrick, 1913 - Thisizima Walker, 1864 - Thomictis Meyrick, 1920 - Thyrsochares Meyrick, 1938 - Tomara Walker, 1864 - Trachyrrhopala Meyrick, 1926 - Trachytyla Meyrick, 1931 - Trichearias Dognin, 1905 - Trierostola Meyrick, 1932 - Trithamnora Meyrick, 1913 - Xerantica Meyrick, 1930 - Xylesthia Clemens, 1859 - Xystrologa Meyrick, 1919 - Zonochares Meyrick, 1922 - Zymologa Meyrick, 1919 |

## Foto's

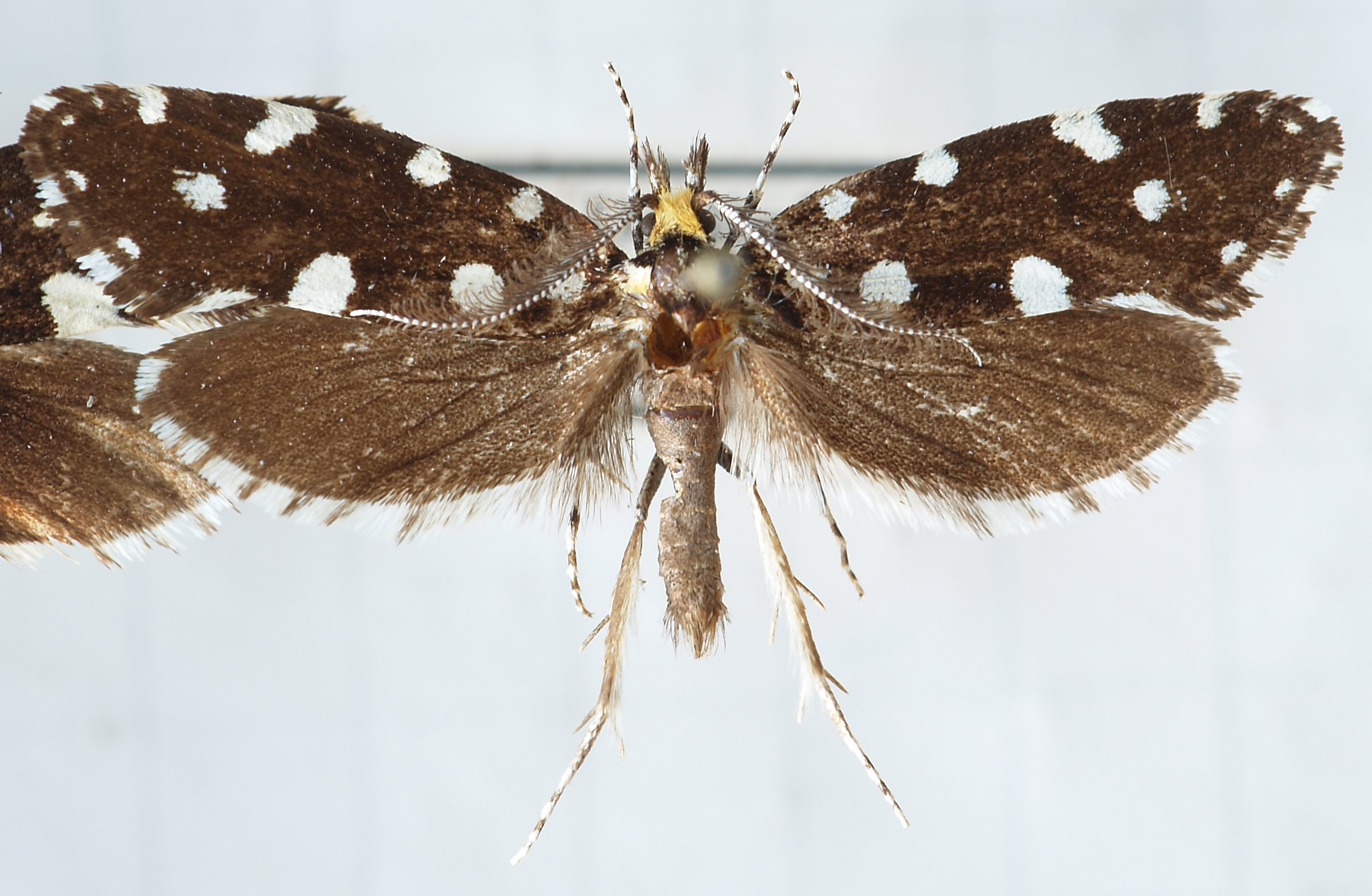
Euplocamus anthracinalis Sterrenhemelmot
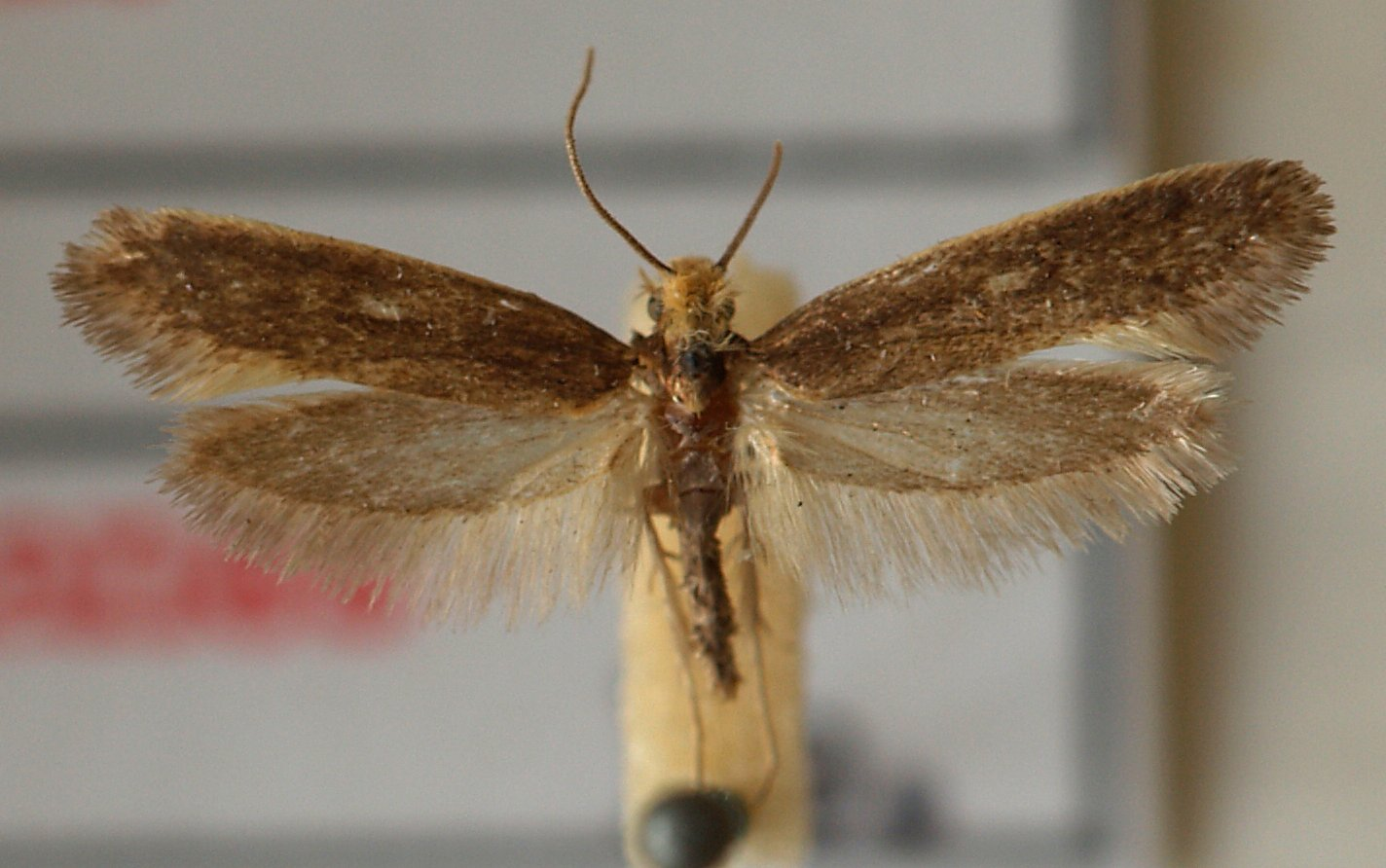
Monopis imella Egaal kijkgaatje
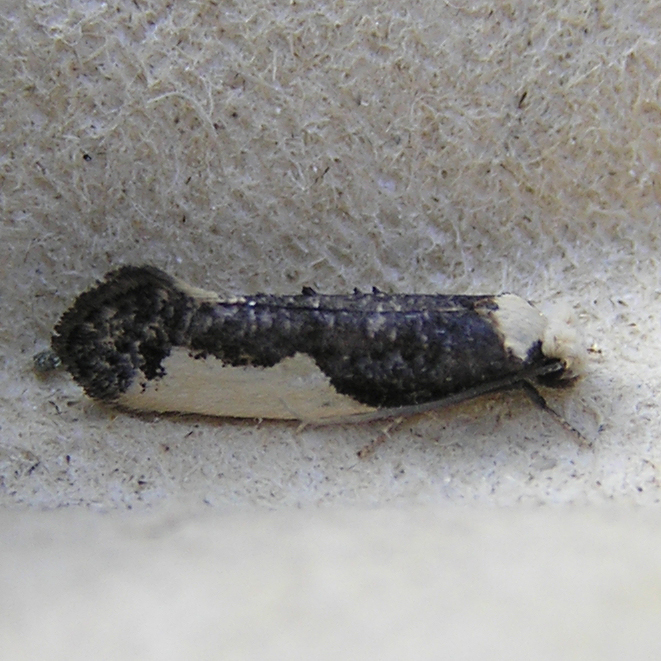
Monopis monachella Zustermot
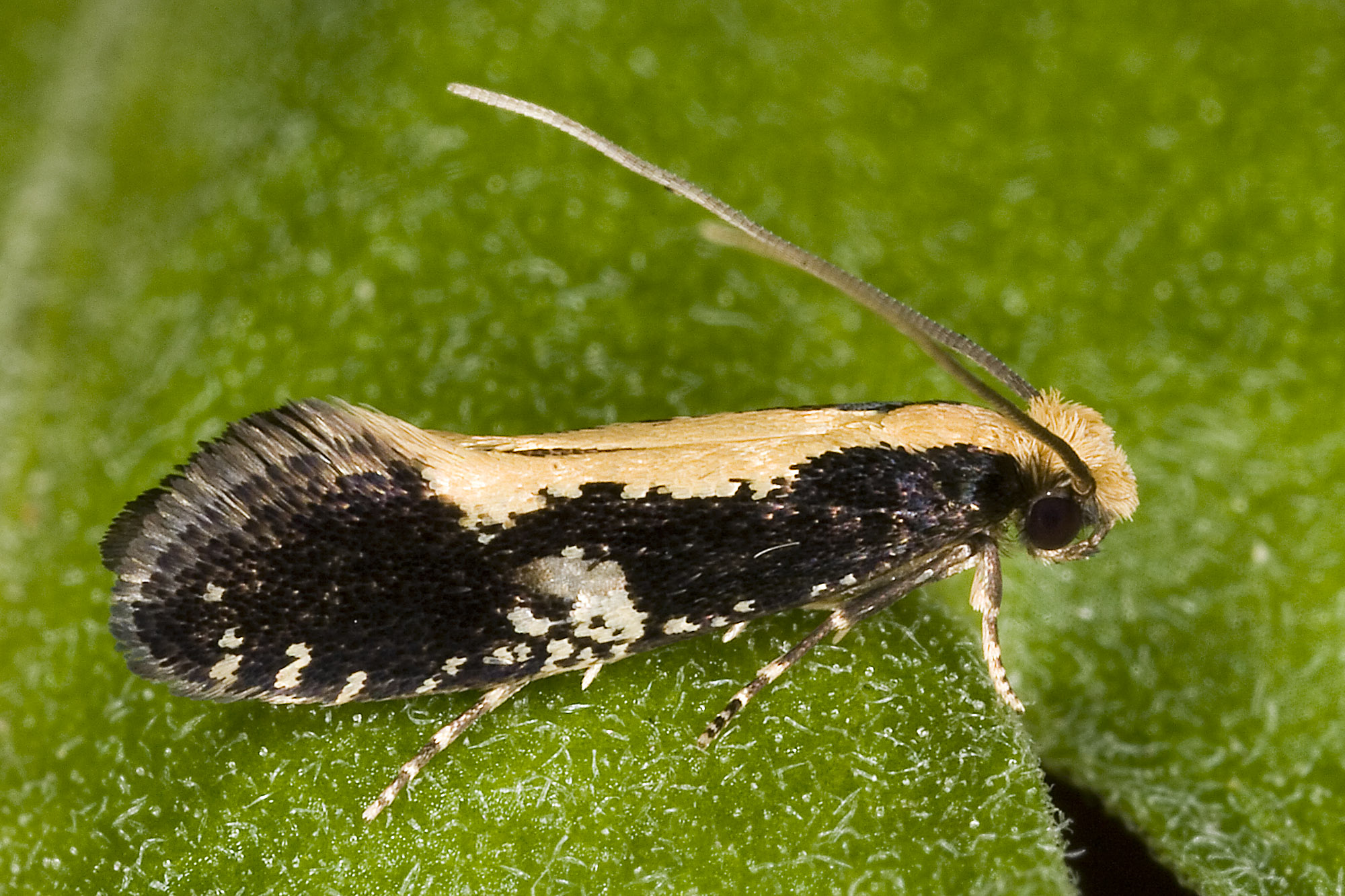
Monopis obviella Geel kijkgaatje
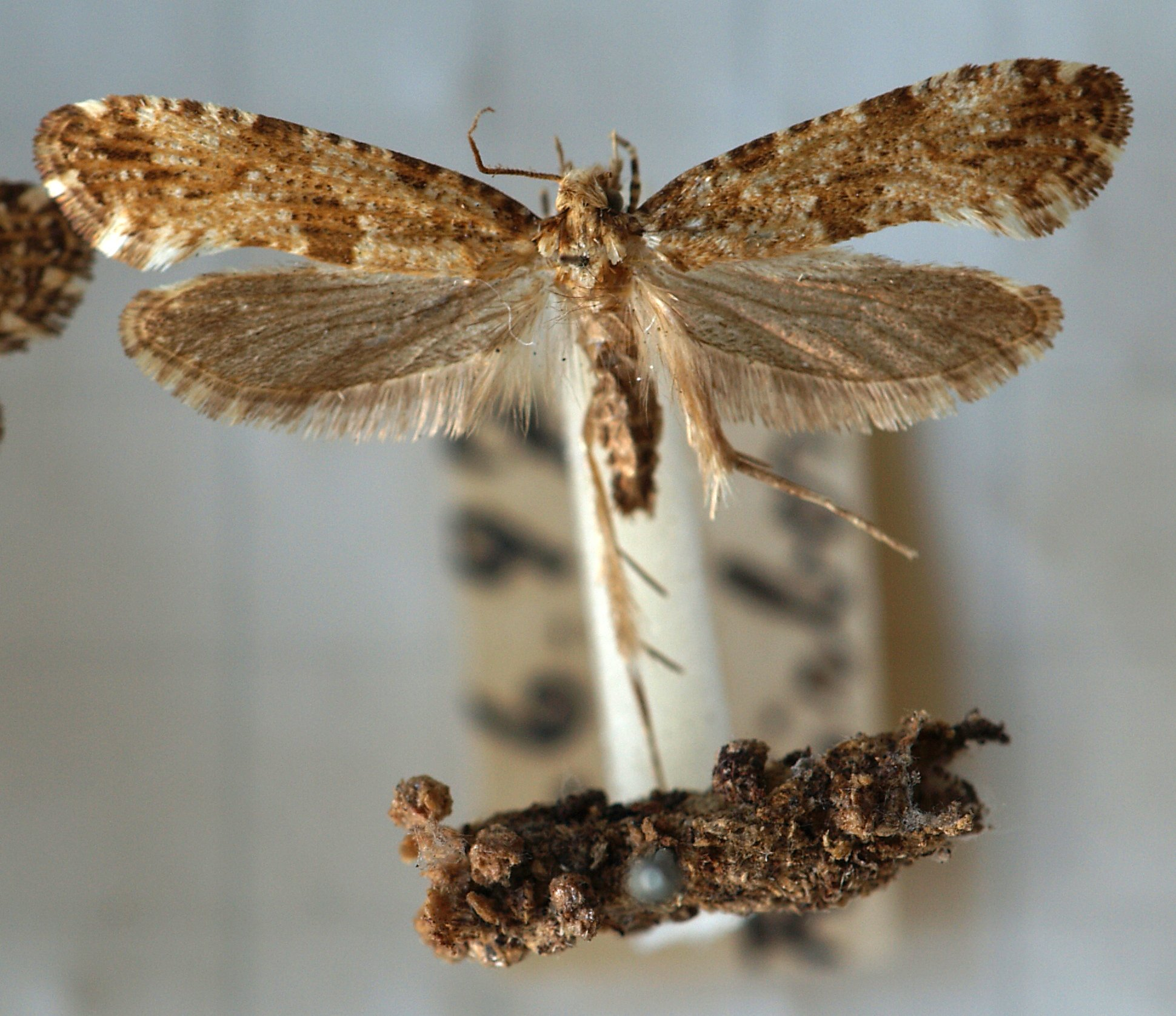
Morophaga choragella Elfenbankjesmot
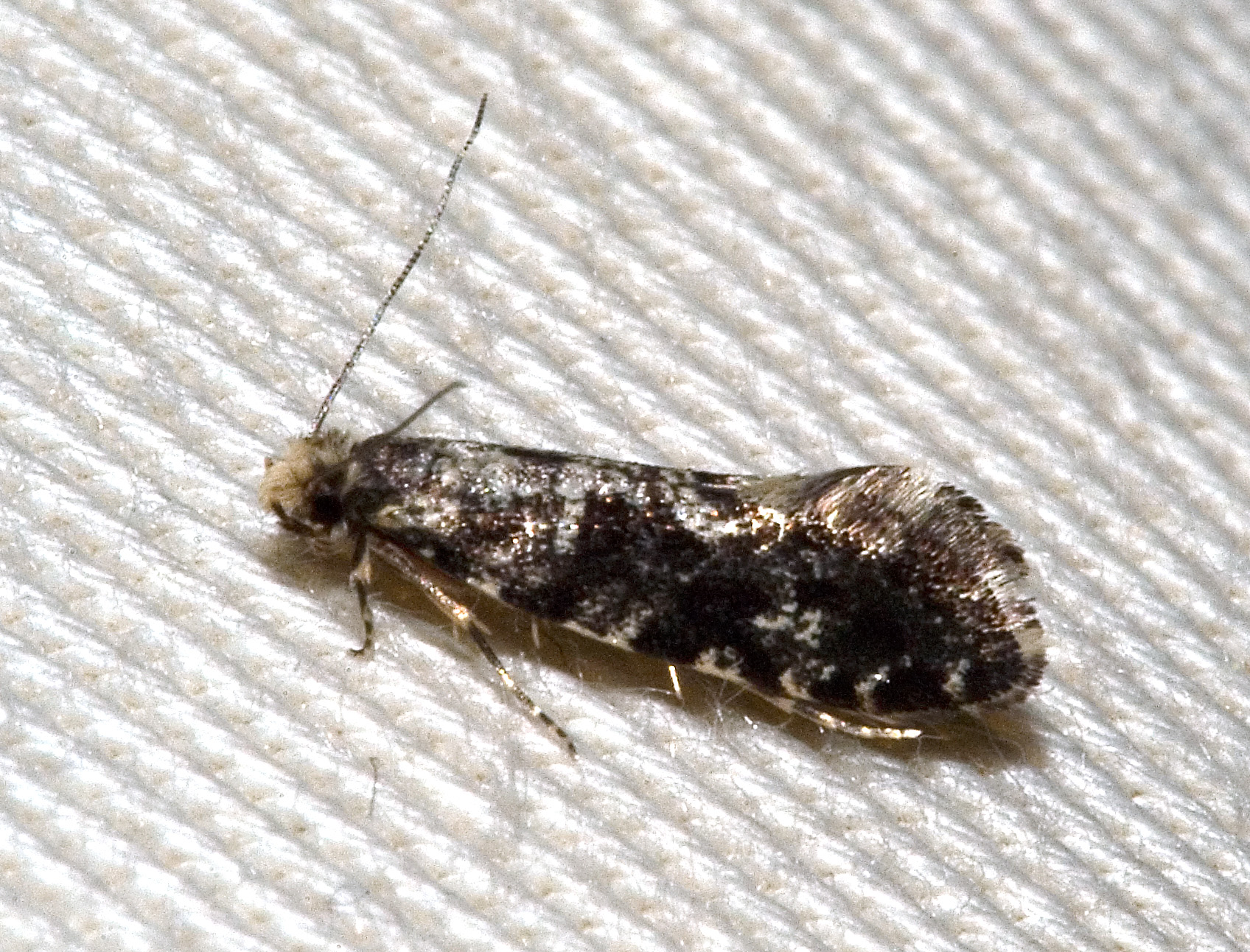
Nemapogon granella Gespikkeld kroeskopje
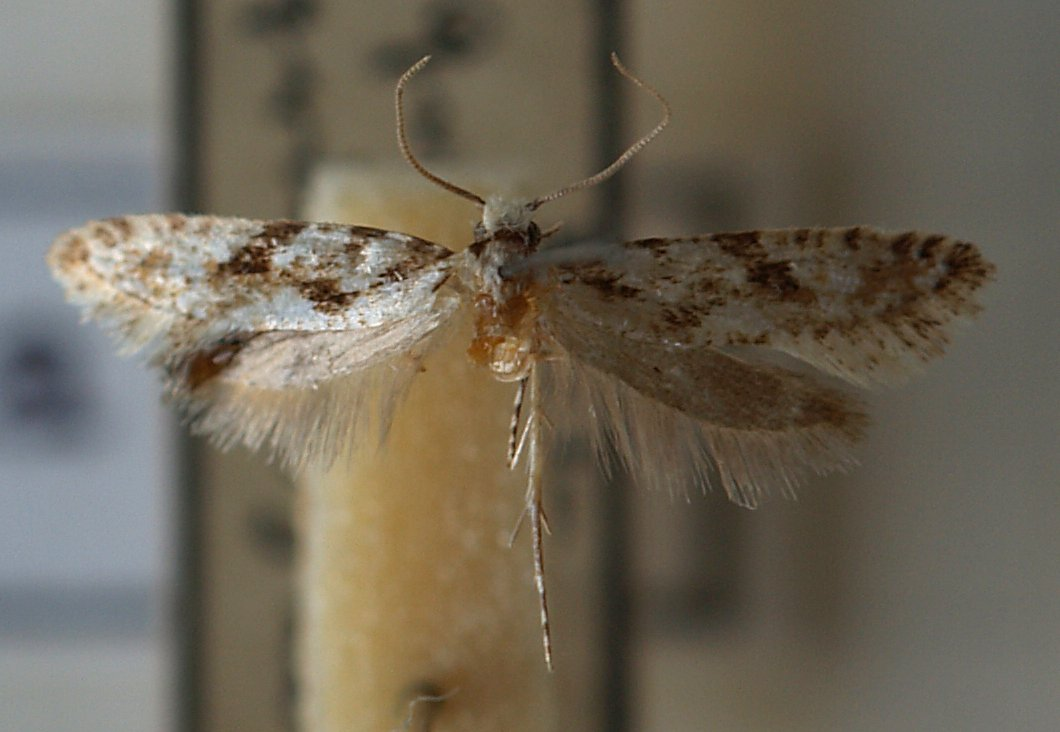
Nemapogon quercicolella
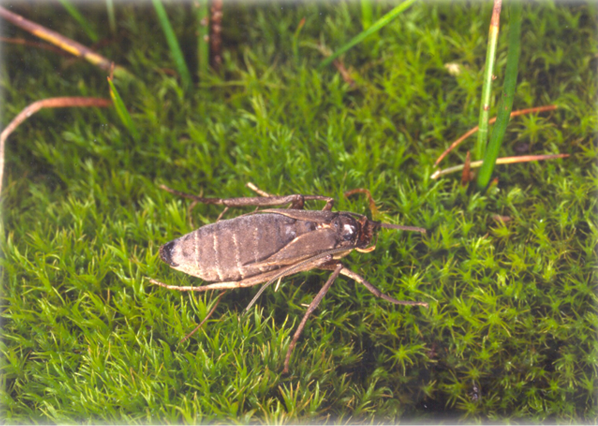
Pringleophaga marioni
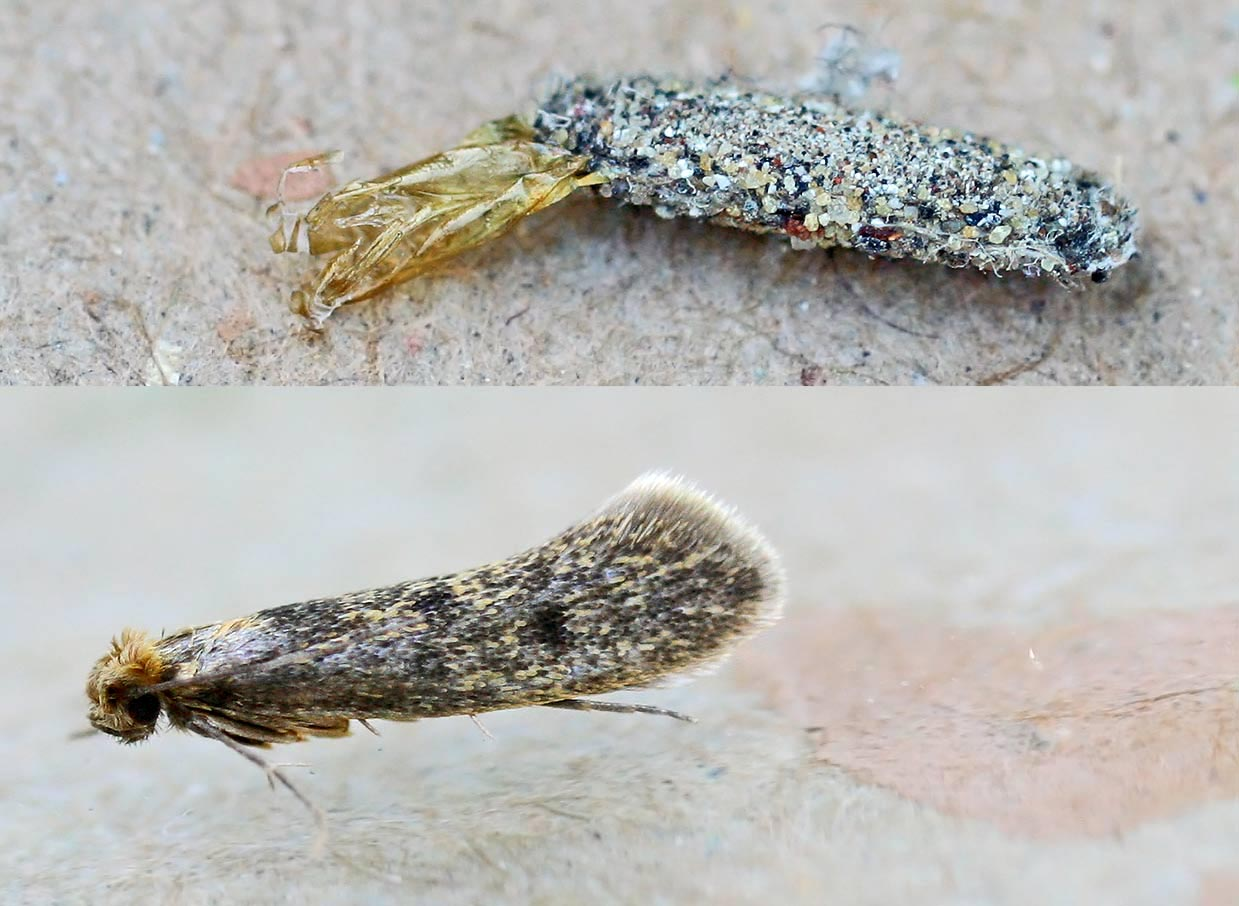
Tinea pellionella Gewone pelsmot
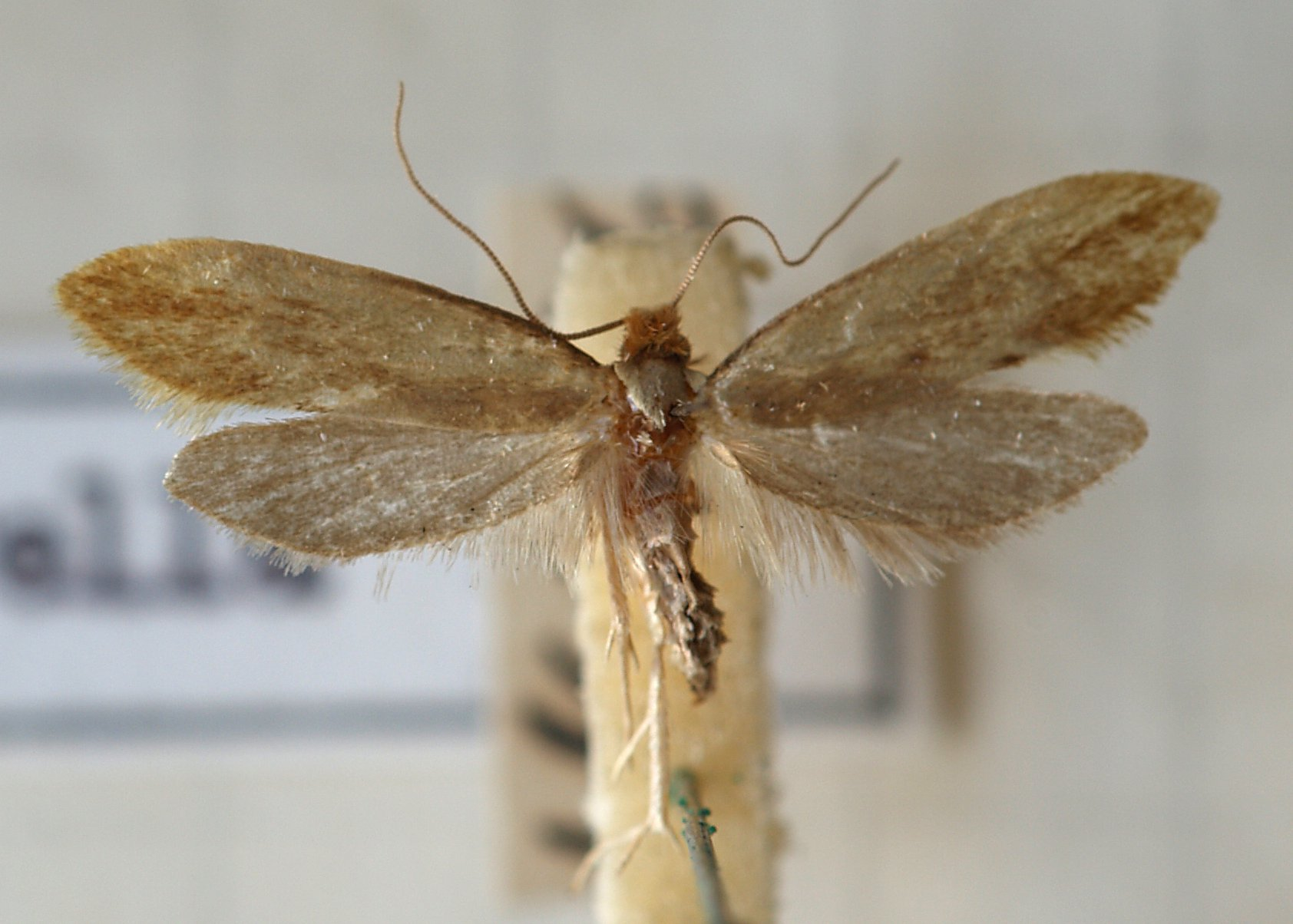
Tinea semifulvella Auroramot
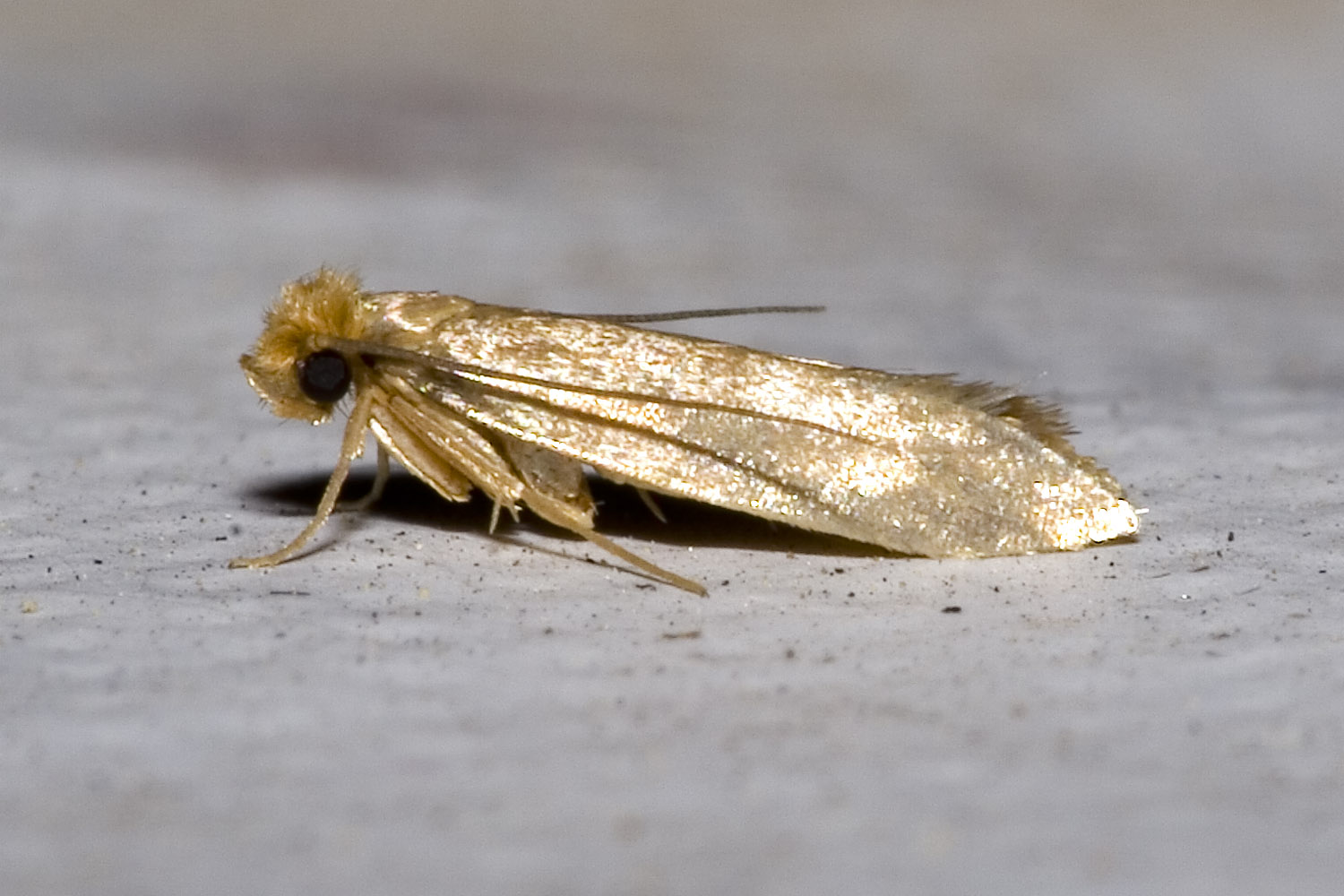
Tineola biselliella Klerenmot
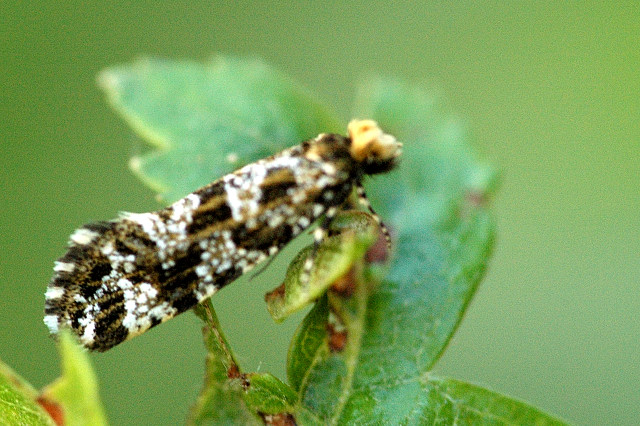
Triaxomera parasitella Zwammenmot
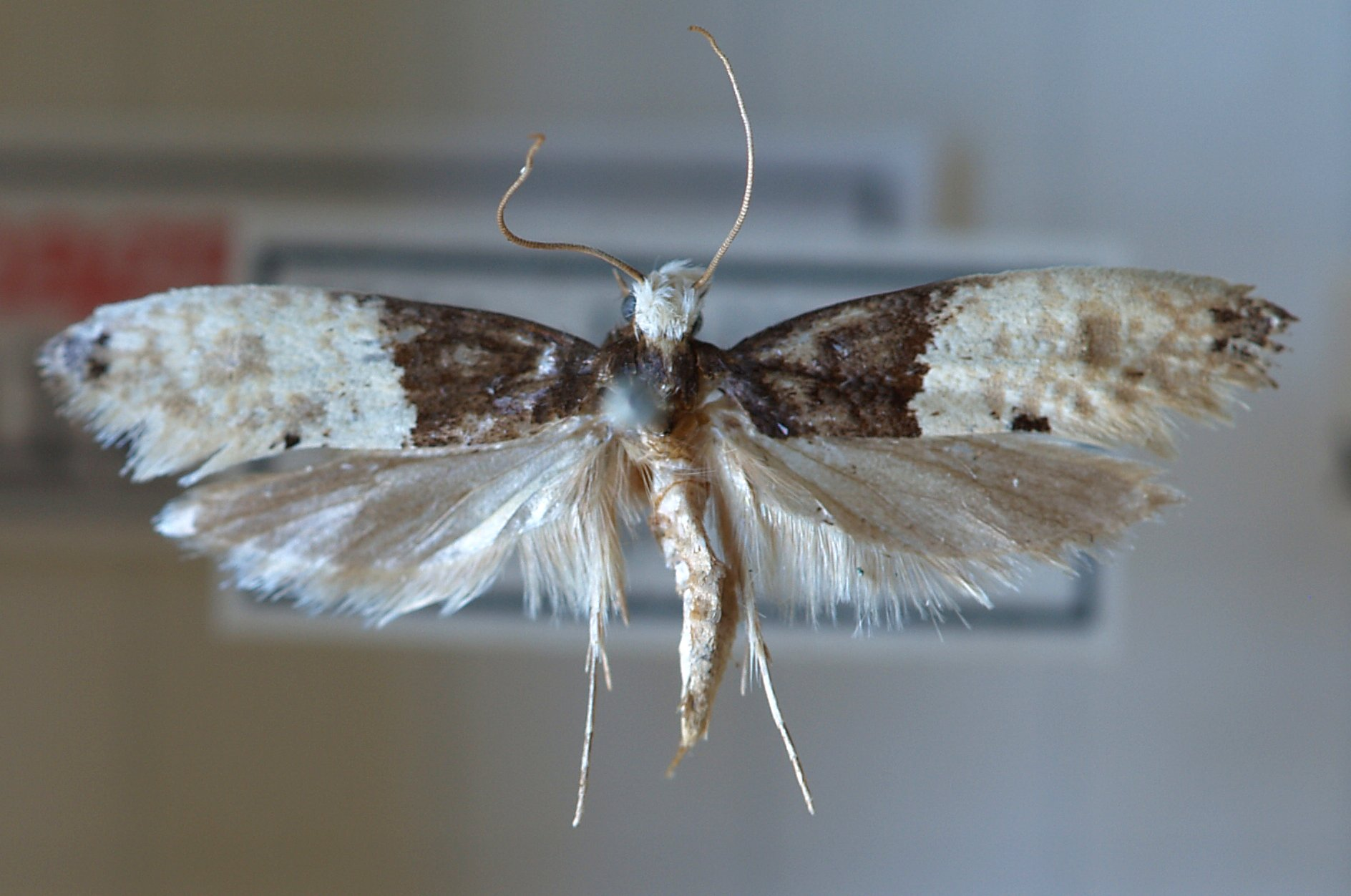
Trichophaga tapetzella Roomtipje